# Potyczki z Jeannie
Potyczki z Jeannie – amerykańska tragikomedia z 1994 roku.

## Główne role
- Nick Nolte – Matt Hobbs
- Whittni Wright – Jeannie Hobbs
- Albert Brooks – Burke Adler
- Julie Kavner – Nan Mulhanney
- Joely Richardson – Cathy Breslow
- Tracey Ullman – Beth Hobbs
- Vicki Lewis – Millie
- Anne Heche – Claire
- Ian McKellen – John Earl McAlpine
- Joel Thurm – Martin
- Angela Alvarado – Lucy
- Dominik Lukas-Espeleta – Ricky
- Justina Hardesty – Essa